# Patrick Salomon
Patrick Salomon (* 10. Juni 1988 in Wien) ist ein österreichischer Fußballspieler.

## Karriere
Im Alter von fünf Jahren begann Salomon in der Nachwuchsabteilung des Floridsdorfer AC, Fußball zu spielen. Mit zehn Jahren wechselte er zum Nachwuchs des FK Austria Wien, bei dem er vier Jahre lang blieb. 2002 kehrte er zu seinem Stammverein Floridsdorfer AC zurück, bei dem er sich im Alter von 16 Jahren einen Platz der Kampfmannschaft, die in der Wiener Landesliga (vierte Leistungsstufe) spielte, sicherte.
Im Sommer 2008 wechselte Salomon zum SC Austria Lustenau. Am 11. Juli 2008 kam er im ersten Saisonspiel bei der 0:2-Niederlage beim SV Grödig in der 71. Spielminute für Mirza Bjalava aufs Spielfeld und gab sein Profidebüt. Er sicherte sich einen Stammplatz als defensiver Mittelfeldspieler und bestritt alle Meisterschaftsspiele der Saison 2008/09. Sein erstes Profitor erzielte er am 11. November 2009 beim 4:2-Auswärtssieg der Lustenauer beim FC Wacker Innsbruck in der ersten Minute mit dem Treffer zum 1:0.
Im Frühjahr 2009 wurde Salomon vom neuen Teamchef Andreas Herzog der U-21-Nationalmannschaft in den Teamkader berufen, in dem er am 3. Juni 2009 beim 1:0-Sieg in Bulgarien sein Teamdebüt gab. Am 17. September 2009 wurde er von Schirmherr Herbert Prohaska als YoungStar des Monats August 2009 ausgezeichnet.
2010 ging Salomon für zwei Spielzeiten zum FK Austria Wien und kehrte danach zu Austria Lustenau zurück. Mit Beginn der Saison 2014/15 wechselte er zum Bundesligisten SCR Altach.
Zur Saison 2018/19 wechselte er zum Ligakonkurrenten SV Mattersburg. Nach zwei Spielzeiten im Burgenland, in denen er zu 49 Bundesligaeinsätzen kam, wechselte er zur Saison 2020/21 nach Griechenland zu Atromitos Athen, wo er einen bis Juni 2022 laufenden Vertrag erhielt. In zwei Jahren in Athen kam er zu 57 Einsätzen in der Super League.
Nach seinem Vertragsende bei Atromitos wechselte Salomon zur Saison 2022/23 nach Kroatien zum HNK Šibenik, bei dem er einen bis Juni 2023 laufenden Vertrag erhielt. In Šibenik traf er auf seine Landsmänner Stefan Perić, Marcel Canadi und dessen Vater Damir Canadi, der den Klub trainierte. Unter Damir hatte Salomon bereits in Floridsdorf und Altach gearbeitet. Für Šibenik spielte er 14 Mal in der 1. HNL, ehe er seine Profikarriere im Dezember 2022 34-jährig beendete. Anschließend kehrte er nach Österreich zurück und wechselte im Jänner 2023 zum Regionalligisten TWL Elektra.

## Privates
Salomon hat die Handelsschule erfolgreich absolviert.

## Erfolge
- Auszeichnung zum YoungStar des Monats August 2009 der Österreichischen Bundesliga[4]